# Olbiogaster pirapo
Olbiogaster pirapo är en tvåvingeart som beskrevs av Tozoni 1993. Olbiogaster pirapo ingår i släktet Olbiogaster och familjen fönstermyggor.
Artens utbredningsområde är Paraguay. Inga underarter finns listade i Catalogue of Life.